# Oxyrhachis amoena
Oxyrhachis amoena är en insektsart som beskrevs av Capener 1962. Oxyrhachis amoena ingår i släktet Oxyrhachis och familjen hornstritar. Inga underarter finns listade i Catalogue of Life.